# Pithecellobium tonduzii
Pithecellobium tonduzii là một loài thực vật có hoa trong họ Đậu. Loài này được (Britton & Rose) Standl. miêu tả khoa học đầu tiên năm 1929.